# Jacotitypus apiatus
Jacotitypus apiatus là một loài tò vò trong họ Ichneumonidae.